# Ібулаєв Георгій Ібулайович
Ібула́єв Георгій Ібула́йович (*29 січня 1940, присілок Новоніколаєвка) — історик, доктор історичних наук (1979), заслужений працівник культури Башкортостану (2002), лауреат премії імені Яниша Ялкайна (2001).

## Біографія
Георгій Ібулайович народився у присілку Новоніколаєвка Мішкинського району Башкортостану. 1971 року закінчив Башкирський державний університет, з 1958 року працював у школах Мішкинського району, у 1978-2010 року — в Башкирському державному аграрному університеті (Уфа). У 1989—1991 роках був головою Марійського громадського об'єднання «Марій Ушем» (нині Регіональна марійська національно-культурна автономія «Ервел Марій» Республіки Башкортостан).

## Наукова робота
Наукова діяльність присвячена етнічній історії, духовній культурі і традиціям марійців, що проживають на території Башкортостану.
Автор понад 100 наукових робіт.

### Наукові праці
- Страницы истории переселения марийцев в Башкортостан (XVI—XVIII вв.) // Башкирский край. Уфа, 1997. № 7
- К вопросу о язычестве марийцев Башкортостана // ІІ Международный конгресс этнографов и антропологов. Ч.2. Уфа, 1997
- Марийцы Уфимской губернии и национальное движение // Этническая мобилизация во внутренней периферии. Волго-Камский регион начала ХХ в. Ижевск, 2000